# Никодим, Отто
О́ттон (также О́тто) Ма́рчин Нико́дим (пол. Otton Marcin Nikodym; 1887—1974) — польский математик и популяризатор математики, автор серии радиопередач о математике.
Один из основателей Польского математического общества в 1919 году.
Известен своим вкладом в развитие функционального анализа, теории дифференциальных уравнений и дескриптивной теории множеств.

## Биография
Окончил факультет математики Львовского университета в 1911 году.
Сразу после окончания университета начал работать школьным учителем математики в Кракове, где он оставался до 1924 года.
Получил докторскую степень в 1924 году в Варшавском университете, в июле 1927 года там защитил хабилитацию.
С 1925 года профессор в Краковском университете.
С 1948 по 1965 год работал в колледже Кеньон в штате Огайо в Соединенных Штатах.